# پوبدا (باچکا توپولا)
پوبدا (به صربی: Pobeda) یک منطقهٔ مسکونی در صربستان است که در Bačka Topola Municipality واقع شده‌است. پوبدا ۳۴۲ نفر جمعیت دارد.